# Truvet
Truvet är en bebyggelse i Locketorps socken i Skövde kommun. Området avgränsades före 2015 till en småort för att därefter räknas som en del av tätorten Väring.